# Vianopolisia captiosa
Vianopolisia captiosa là một loài bọ cánh cứng trong họ Cerambycidae.